# Децимала
Децимала или фракција ненегативног реалног броја {\displaystyle x}, {\displaystyle frac(x)} је вишак који остане од целог броја. Ако је тај цео број дефинисан као највећи цео број који није већи од {\displaystyle x} и називамо га целим делом броја {\displaystyle x} ({\displaystyle \lfloor x\rfloor }), његова децимала се може записати као 
{\displaystyle \operatorname {frac} (x)=x-\lfloor x\rfloor ,\;x>0.}
За позитиван број записан у конвенционалном позиционом бројевном систему (као што је бинарни или декадни), његова децимала одговара цифрама које се налазе након децималног сепаратора. 

## За негативне бројеве
У случају негативних бројева, међутим, постоје различити супротстављени начини проширења функције фракционог дела броја: дефинише се или на исти начин као и за позитивне бројеве, тј. као {\displaystyle \operatorname {frac} (x)=x-\lfloor x\rfloor } или као део броја који је десно од децималног сепаратора, {\displaystyle \operatorname {frac} (x)=|x|-\lfloor |x|\rfloor }, или парном функцијом
{\displaystyle \operatorname {frac} (x)={\begin{cases}x-\lfloor x\rfloor &x\geq 0\\x-\lceil x\rceil &x<0\end{cases}}}
где је {\displaystyle \lceil x\rceil } најмањи цео број који није мањи од {\displaystyle x}. Због тога можемо добити, на пример, три различите вредности за децимални дие само једног {\displaystyle x}: узмимо -1,3, његов децимални део ће бити 0,7 према првој дефиницији, 0,3 према другој дефиницији и -0,3 према трећој дефиницији, чији се резултат може добити и на директан начин употребом
{\displaystyle \operatorname {frac} (x)=x-\lfloor |x|\rfloor \cdot \operatorname {sgn}(x)}.

## Јединствено разлагање на целе и децималне делове
По првој дефиницији, сви реални бројеви могу бити записани у облику {\displaystyle n+r}, где је {\displaystyle n} број лево од децималног сепаратора, а преостали децимални део {\displaystyle r} је ненегативни реалан број мањи од један. Ако је {\displaystyle x} позитиван рационалан број, онда се децимални део {\displaystyle x} може изразити у облику {\displaystyle p/q}, где су {\displaystyle p} и {\displaystyle q} цели бројеви и важи {\displaystyle 0\leq p<q}. На пример, узмимо да је x = 1,05, онда је децимални део x 0,05 и може се изразити као 5/100 = 1/20.

## Однос са верижним разломцима
Сваки реалан број може се суштински јединствено представити као верижни разломак, односно као збир његовог целог дела и реципрочне вредности његовог децималног дела који је написан као збир његовог целог дела и његовог децималног дела, и тако даље.